# Троз
Троз (на френски: Trooz) е селище в Югоизточна Белгия, окръг Лиеж на провинция Лиеж. Населението му е около 7600 души (2006).